# Bourg-Saint-Andéol
 Bourg-Saint-Andéol  es una población y comuna francesa, ubicada en la región de Ródano-Alpes, departamento de Ardèche, en el distrito de Privas y cantón de Bourg-Saint-Andéol.

## Demografía
| 4400 | 7102 | 6861 | 7400 | 7795 | 7768 |
| Para los censos de 1962 a 1999 la población legal corresponde a la población sin duplicidades (Fuente: INSEE [Consultar]) |      |      |      |      |      |